# Samantha Stosurová
Samantha Jane Stosurová (* 30. března 1984 Brisbane) je bývalá australská profesionální tenistka a deblová světová jednička, druhá Australanka po Stubbsové, která na vrcholu žebříčku strávila šedesát jedna týdnů. Na okruhu WTA Tour vyhrála devět turnajů ve dvouhře a dvacet osm ve čtyřhře, včetně tří singlových trofejí z ósackého Japan Women's Open. Po vítězství na Internationaux de Strasbourg 2017 byla australskou jedničkou již 450 týdnů. V rámci okruhu ITF získala čtyři tituly ve dvouhře a jedenáct ve čtyřhře.
Na žebříčku WTA byla ve dvouhře nejvýše klasifikována v únoru 2011 na 4. místě a ve čtyřhře v témže měsíci na 1. místě. V letech 2008–2013 a 2015–2016 ji trénoval David Taylor, v mezidobí Miles Maclagan, a v závěrečné fázi od roku 2017 pak krajan Joshua Eagle.
Na grandslamu triumfovala ve dvouhře US Open 2011 po finálové výhře nad Serenou Williamsovou. O singlový titul si zahrála na French Open 2010, kde ji zdolala Italka Francesca Schiavoneová. V ženské čtyřhře získala grandslamové výhry na French Open 2006, US Open 2005, Australian Open 2019 a US Open 2021. Třikrát také zvítězila ve smíšené čtyřhře na Australian Open 2005 a ve Wimbledonu 2008 a 2014. S americkou spoluhráčkou Lisou Raymondovou vyhrála čtyřhru na Turnaji mistryň 2005 a 2006.
V letech 2005 a 2006 se s Lisou Raymondovou staly deblovými mistryněmi světa ITF a nejlepším párem okruhu WTA. V roce 2010 obdržela cenu WTA Diamond Aces za propagaci tenisu.
Od roku 2024 získala angažmá jako kapitánka australského billiejeankingcupového týmu.

## Týmové soutěže

### Billie Jean King Cup
V australském fedcupovém týmu debutovala v roce 2003 baráží Světové skupiny proti Kolumbii, v němž podlehla Fabiole Zuluagové. V perthském finále Fed Cupu 2019 proti Francii prohrála s Bartyovou rozhodující závěrečnou čtyřhru s párem Mladenovicová a Garciaová. Francouzky tak vyhrály 3:2 na zápasy.  Poslední čtyřhru odehrála ve světovém semifinále 2022 proti Britkám. V soutěži nastoupila k třiceti čtyřem mezistátním utkáním s bilancí 29–20 ve dvouhře a 10–1 ve čtyřhře.

### Letní olympijské hry
Austrálii reprezentovala na Hrách XXX. olympiády v Londýně, kde vypadla v úvodním kole dvouhry se Španělkou Carlou Suárezovou Navarrovou po těsném výsledku. Po boku Lleytona Hewitta nastoupila do smíšené čtyřhry, v níž byli vyřazeni ve čtvrtfinále britským párem Murray a Robsonová.
Zúčastnila se také pekingských Letních olympijských her 2008, kde v soutěži dvouhry skončila v prvním kole porážkou od turnajové čtyřky Sereny Williamsové. V ženské čtyřhře došly se Stubbsovou do druhého kola, kde byly nad jejich síly Španělky Medinová Garriguesová a Ruanová Pascualová.
Potřetí nastoupila v australském týmu na Letních olympijských hrách 2016 v Riu de Janeiru, kde v ženské dvouhře startovala jako třináctá nasazená. Vypadla ve třetím kole, když nestačila na pozdější finalistku Angelique Kerberovou z Německa. Do ženské čtyřhry nastoupila s Darjou Gavrilovovou. Soutěž opustily po prohře v úvodním kole od později stříbrného švýcarského páru Timea Bacsinszká a Martina Hingisová. Po boku Johna Peerse vypadli také v první fázi smíšené soutěže.

### Hopmanův pohár
V letech 2006, 2010 a 2014 reprezentovala Austrálii na Hopmanově poháru, když se spoluhráčem skončili vždy v základní skupině.

## Tenisová kariéra

### 2010
V sezóně se rozhodla více zaměřit na dvouhru a odehrát méně deblových turnajů. Se stabilní spoluhráčkou Rennae Stubbsová se rozešla a novou partnerkou se stala Ruska Naděžda Petrovová. Ve čtyřhře měla v plánu odehrát pouze větší turnaje, které by ji zajistily účast na dauhaském Turnaji mistryň. Podruhé v kariéře reprezentovala po boku Lleytona Hewitta na Hopmanově poháru. Austrálie byla nejvýše nasazeným týmem. Na úvod prohrála dvouhru s Rumunkou Soranou Cîrsteaovou a poté nedosáhli na výhru v mixu, když rumunskému páru podlehli ve dvou sadách. Proti Spojeným státům si nejdříve poradila s Melanie Oudinovou a po Hewittově výhře nad Isnerem, nezvládli smíšenou čtyřhru. Pro postup do finále musela Austrálie zdolat Španělsko poměrem 3–0. Zápas ovšem skončil opačným skóre v neprospěch Australanů.

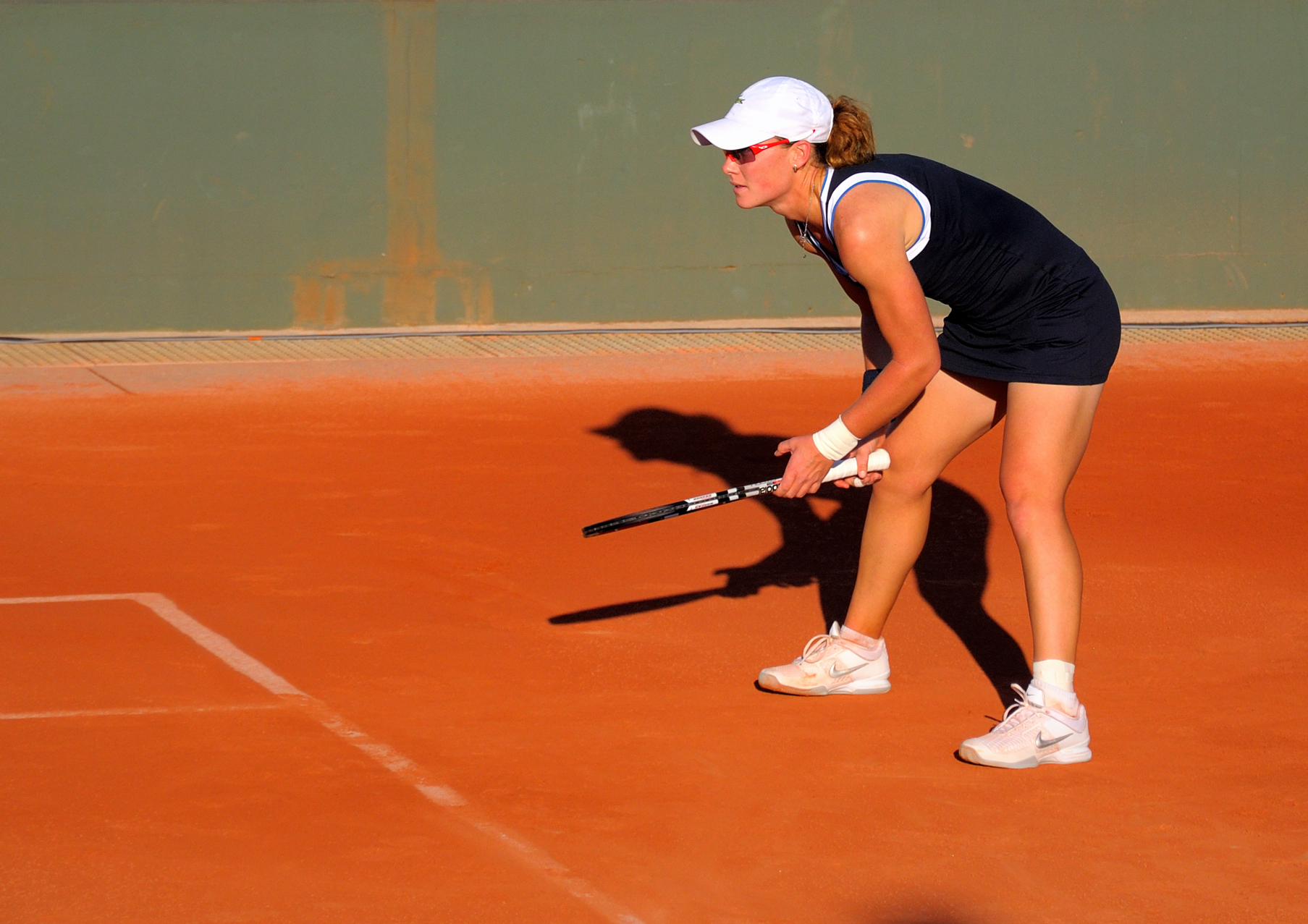
Na cestě do finále Roland Garros 2010

Poslední přípravu před úvodním grandslamem absolvovala na sydneyském Medibank International, kde vypadla v úvodním kole s Flavií Pennettovou. Do melbournského Australian Open přijížděla v roli třinácté nasazené. Vyřadila ji světová jednička a obhájkyně titulu Serena Williamsová. Navzdory tomu postoupila na své maximum, když se posunula na 11. místo žebříčku. V ženské čtyřhře hrála s Petrovovou, ale jako turnajové pětky skončily v úvodním kole na raketách rusko-australského páru Věra Duševinová a Anastasia Rodionovová.
Následně odletěla k zápasu druhé Světové skupiny Fed Cupu proti Španělsku. V týmu s Alicí Molikovou, Casey Dellacquovou a Rennae Stubbsovou plnila roli jedničky. Obě dvouhry vyhrála, když si poradila s Maríou José Martínezovou Sánchezovou a poté přehrála Anabel Medinaovou Garriguesovou. Třetí bod přidala se Stubbsovou ve čtyřhře a po výhře 3–2 na zápasy Austrálie postoupila do baráže Světové skupiny.
V roli deváté nasazené přilétla na Dubai Tennis Championships, kde nezvládla závěr úvodního klání proti italské veteránce Tathianě Garbinové. Jako nasazené čtyřky došly s Petrovovou do semifinále debla, když si poradily s pátou nasazenou dvojicí Alisa Klejbanovová a Francesca Schiavoneová.
Jako turnajová osmička měla volný los na kalifornském BNP Paribas Open v Key Biscayne. Ve čtvrtfinále si poradila s obhájkyní titulu a turnajovou dvanáctkou Věrou Zvonarevovou, ale v semifinále ji zastavila pozdější vítězka Jelena Jankovićová, když se dopustila 47 nevynucených chyb. Body jí však zajistily postup na desátou příčku světové klasifikace. Stala se tak třetí Australankou za uplynulých deset let, která se probojovala do elitní světové desítky. V roce 2002 figurovala na 4. místě Jelena Dokićová a o tři roky později Alicia Moliková dosáhla na 8. pozici. V rolích turnajových trojek ztratily s Petrovovou na cestě do finále jediný set. V boji o titul však nestačily na česko-slovinský pár Květa Peschkeová a Katarina Srebotniková. Následoval miamský Sony Ericsson Open, kde jako devítka skončila ve čtvrtfinále na raketě vítězky turnaje Kim Clijstersové. S Petrovovou, v roli třetích nasazených, došly opět do finále. V něm podruhé za sebou nezvládly supertiebreak a titul si připsala dvojice Gisela Dulková a Flavia Pennettaová.
Antukovou sezónu zahájila na zelené antuce amerického Family Circle Cup, kde si jako čtvrtá nasazená připsala druhý titul kariéry. Ve finále si hladce poradila s Věrou Zvonarevovou a docílila páté výhry nad ruskou hráčkou v řadě. Bodový zisk ji vrátil zpět na desáté místo žebříčku. V dubnové baráži Světové skupiny Fed Cupu proti Ukrajině zdolala Marii Korytcevovouá. Druhý bod přidala nad Ljudmylou Kičenokovou. Austrálie postoupila do Světové skupiny 2011, kde ji čekala Itálie. Na halovém antukovém turnaji Porsche Tennis Grand Prix 2011 ve Stuttgartu ukončila její jedenáctizápasovou neporazitelnost bývalá světová jednička Justine Heninová, když ji ve finále zdolala. V následné klasifikaci se posunula poprvé na 8. místo.

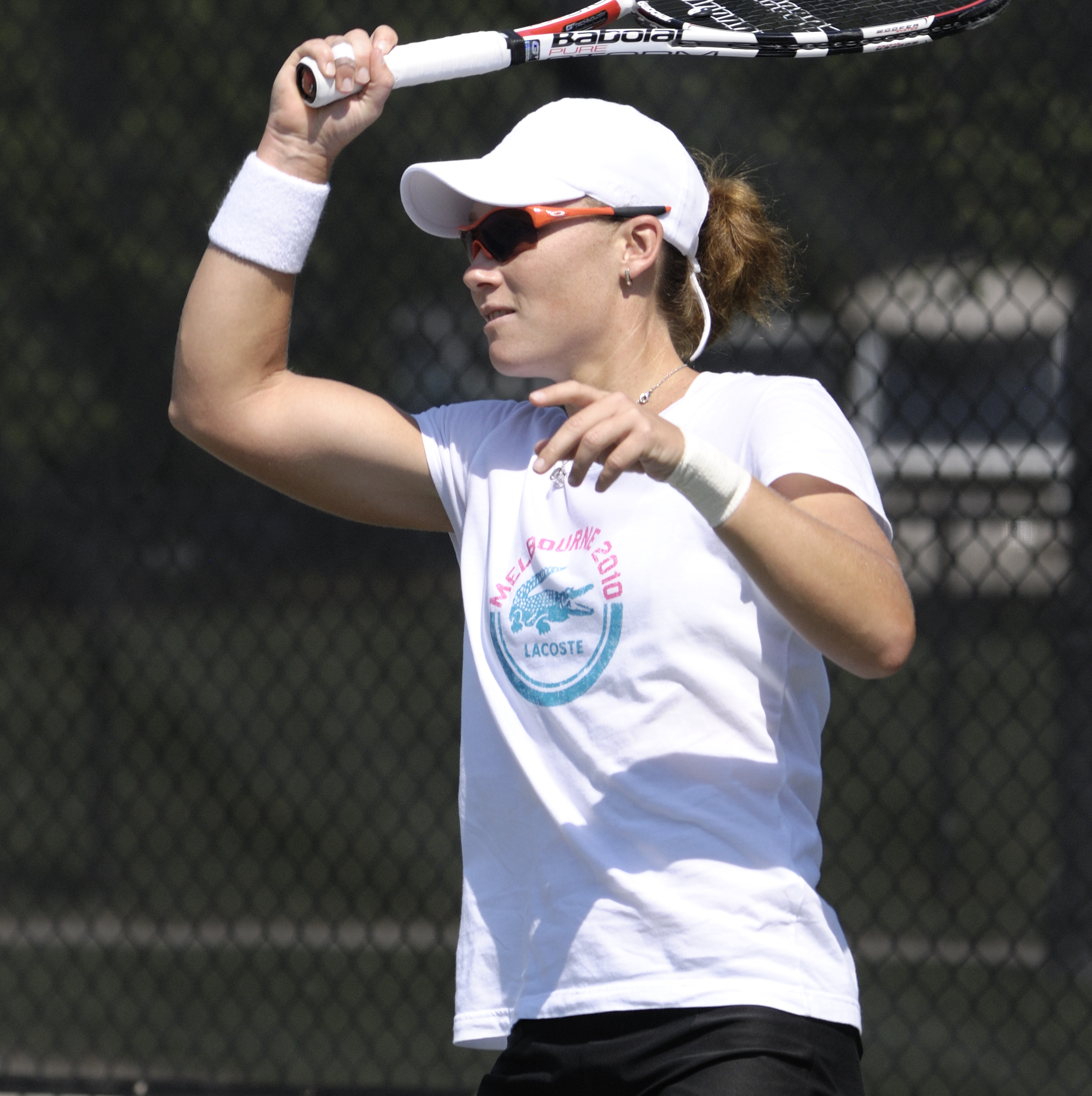
Druhý singlový titul kariéry získala na Family Circle Cupu 2010

Z římského Rome Masters se musela odhlásit kvůli vyčerpání. Startovala až na madridském Madrid Open, kde ji ve čtvrtfinále hladce vyřadila Venus Williamsová. Po turnaji postoupila na 7. místo žebříčku. Z pozice turnajových trojek podlehly ve čtyřhře s Petrovovou ve druhém kole páru Anastasia Rodionovová a Patty Schnyderová.
Na pařížský French Open přijížděla v roli sedmičky, a vzhledem k aktivnímu poměru sezónních utkání 14–2 na antuce, také jako jedna z favoritek na titul. Nalosována byla do stejné čtvrtiny pavouka jako další adeptky na titul Justine Heninová, Maria Šarapovová a Serena Williamsová. Přesto se probojovala až do finále. Stala se tak první Australankou ve finále dvouhry grandslamu od roku 1980, kdy bojovala o titul na Australian Open Wendy Turnbullová. Ve finále byla favorizována díky předešlým výhrám nad Justine Heninovou, Serenou Williamsovou a Jelenou Jankovićovou. V rozhodujícím zápase však nestačila však na Francescu Schiavoneovou. Soupeřka se stala první italskou vítězku Roland Garros v historii.
Ve čtyřhře jako turnajové čtyřky s Petrovovou přešly přes pár Irina Pavlovicová a Laura Thorpeová. Poté si poradily s dvojicí Vania Kingová a Michaëlla Krajiceková, ale ve třetí fázi za stavu 1–6 a 0–1 skrečovaly ukrajinským sestrám Aljoně a Kateryně Bondarenkovým.
Travnatou část odstartovala na AEGON International v Eastbourne, kde došla do semifinále. V něm ji vyřadila turnajová vítězka Jekatěrina Makarovová, když v úvodní sadě ztratila náskok 3–0 a neukončila set za stavu 5–3 na podání. Body ji posunuly na 6. místo klasifikace. Současně se posunula do čela žebříčku Race na cestě za Turnajem mistryň.
Ve Wimbledonu podlehla v roli šesté nasazené, již v úvodním duelu Estonce Kaiě Kanepiové, když dokázala odvrátit tři mečboly. V prvním kole prohrála také Schiavoneová, čímž se obě hráčky staly historicky prvními finalistkami Roland Garros, které nepřešly wimbledonské úvodní kolo. Přes prohru se na žebříčku posunula na 5. příčku, protože Dementěvová ztratila body pro zranění.
Z pozice turnajových trojek nastoupila s Petrovovou do čtyřhry, v níž skončily ve třetím kole na raketě páru Vania Kingová a Jaroslava Švedovová. Ve smíšené čtyřhře vytvořila s Nenadem Zimonjićem první nasazenou dvojici. Po výhře nad Flemingem s Borwellovou ve druhém kole, je vyřadil belgický pár Malisse a Clijstersová.

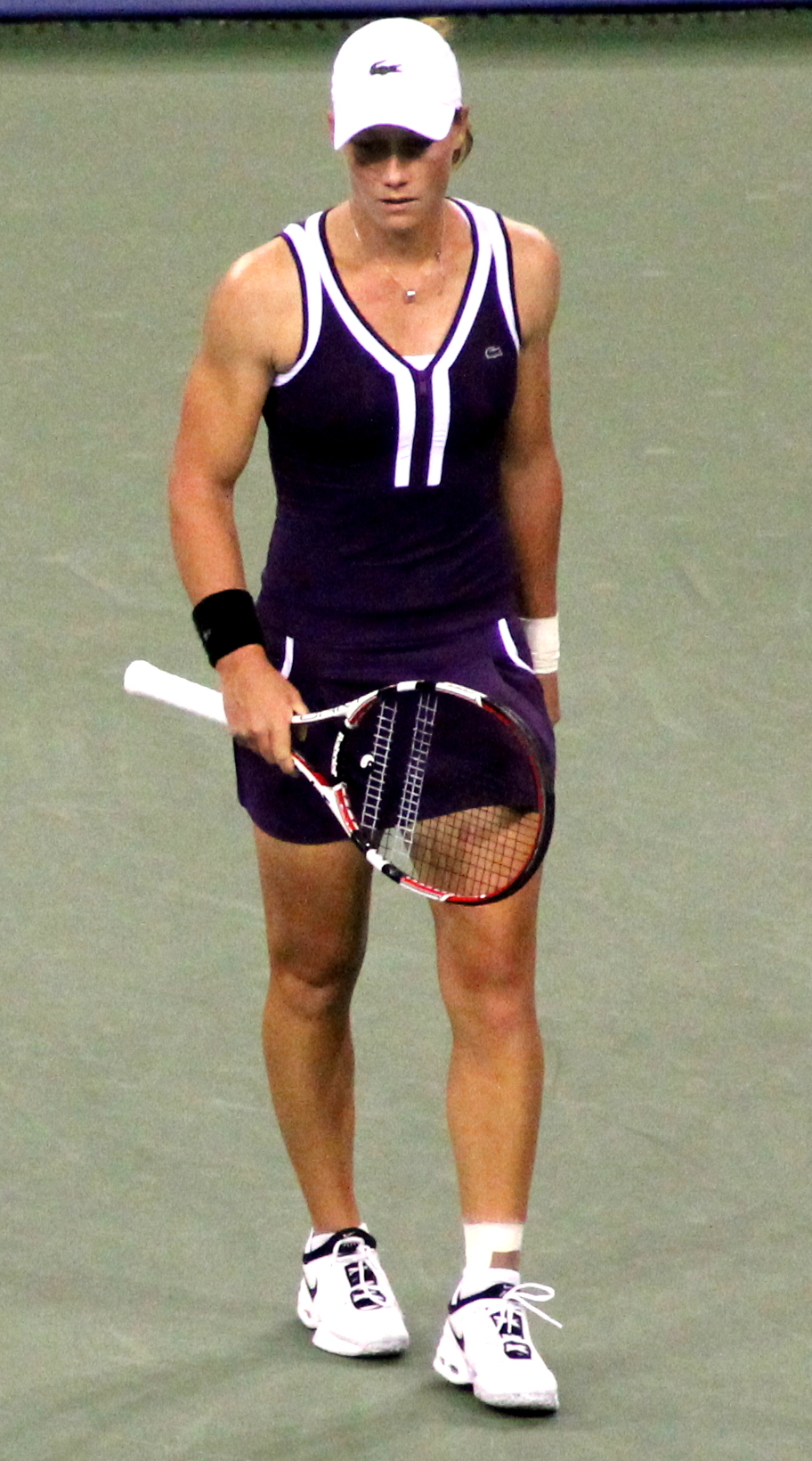
Na US Open 2010 došla do čtvrtfinále

Následně se přemístila na americké betony, kde zahájila semifinálovou účastí na stanfordském Bank of the West Classic. V něm ji jako nejvýše nasazenou zastavila Běloruska Viktoria Azarenková. Na sandiegském Mercury Insurance Open podlehla ve čtvrtfinále z pozice turnajové dvojky Pennettaové. Kvůli poranění ramena se odhlásila ze dvou událostí Cincinnati Masters a montrealského Rogers Cupu. Absence na obou turnajích kategorie Premier 5 znamenala pokles na šestou příčku. Na okruh se vrátila newhavenským Pilot Pen Tennis, kde ji ve čtvrtfinále bez problémů porazila deblová spoluhráčka Naděžda Petrovová.
Na US Open zavítala jako pátá nasazená. Poprvé na něm došla do čtvrtfinále, kde skončila na raketě turnajové dvojky Kim Clijstersové. Poté oznámila, že se nezúčastní Her Commonwealthu a místo toho odjela na turnaj kategorie Premier Mandatory China Open. V pekingském úvodním duelu však byla nad její síly kvalifikantka Anastasija Sevastovová.
V roli obhájkyně titulu a nejvýše nasazené přijela na HP Open, jediného turnaje kategorie WTA International Tournaments, jenž v sezóně odehrála. Mezi posledními osmi ji zastavila zkušená Japonka Kimiko Dateová. Stala se tak první hráčkou elitní desítky žebříčku WTA v historii, která prohrála utkání s tenistkou starší čtyřiceti let.
Jako světová pětka se premiérově kvalifikovala na závěrečný Turnaj mistryň konaný v katarském Dauhá. V Kaštanové skupině porazila v repríze pařížského finále Schiavoneovou, přestože v úvodním dějství doháněla ztrátu 0–4 na gamy. Druhou výhru si připsala nad dánskou světovou jedničkou Caroline Wozniackou, čímž si zajistila účast v semifinále. V závěrečné dvouhře skupiny podlehla Dementěvové. Vybojovaný set jí zajistil vítězství ve skupině. V semifinále nestačila na šampiónku z US Open a světovou čtyřku Kim Clijstersovou.
Sezónu zakončila na 6. místě se 4 982 bodů, když za pátou Venus Williamsovou (4 985) zaostala o tři body. Stala se jedinou hráčkou sezóny, která dokázala porazit obě úřadující světové jedničky – Serenu Williamsovou i Caroline Wozniackou. Na okruhu WTA také zaznamenala nejvyšší procentuální úspěšnost získaných bodů po druhém podání.

### 2011

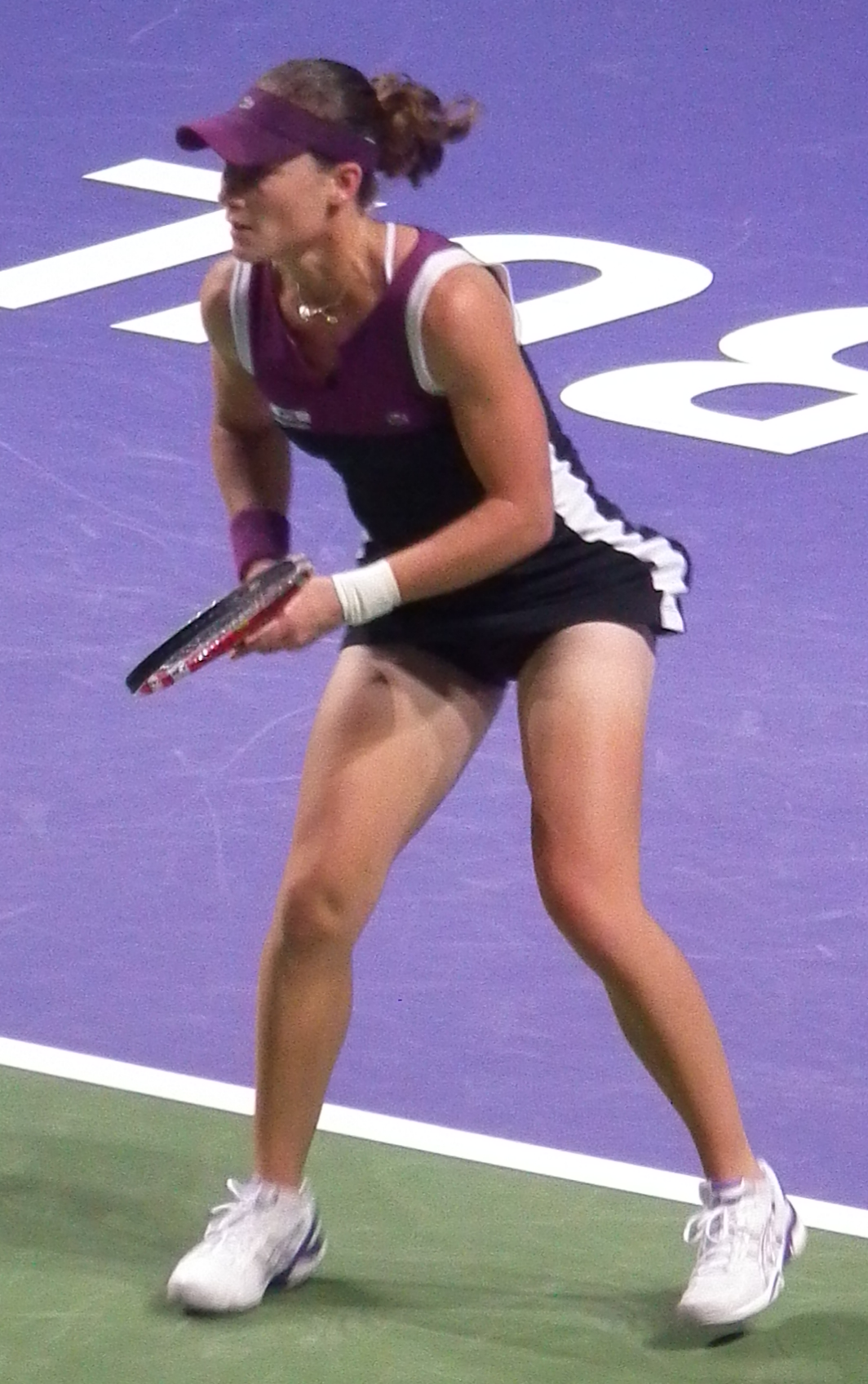
V semifinále Turnaje mistryň podlehla Kvitové

Úvodní část sezóny 2011 neměla výraznou, a to až do prvního dubnového semifinále na Porsche Tennis Grand Prix. Posléze si zahrála finále mezinárodního mistrovství Itálie, v němž podlehla Marii Šarapovové, přestože v předchozím průběhu turnaje neztratila ani jednu sadu. Druhého finále sezóny dosáhla na Canada Masters, v němž ji porazila Serena Williamsová.
V září získala první grandslamový titul, když triumfovala na US Open poté, co ve finále vrátila porážku favorizované trojnásobné šampiónce turnaje Sereně Williamsové. Stala se tak první Australankou, která zvítězila v singlu grandslamu od triumfu Evonne Goolagongové Cawleyové ve Wimbledonu 1980. Finále si zahrála ještě na HP Open, kde ve finále podlehla Marion Bartoliové.
Na Australian Open nepřešla přes třetí kolo, kde ji vyřadila Petra Kvitová. Stejná fáze turnaje se pro ni stala konečnou na French Open, kde nestačila na tehdejší světovou jedničku ve čtyřhře Giselu Dulkovou a z Wimbledonu odešla poražená již v úvodním kole od 262. hráčky světa Melindy Czinkové.
Na Turnaji mistryň skončila podruhé za sebou v semifinále, když v něm nestačila na pozdější vítězku Petru Kvitovou.

## Finále na Grand Slamu

### Ženská dvouhra: 2 (1–1)
| Stav       | rok  | turnaj      | povrch | soupeřka ve finále     | výsledek      |
| ---------- | ---- | ----------- | ------ | ---------------------- | ------------- |
| Finalistka | 2010 | French Open | antuka | Francesca Schiavoneová | 4–6, 6–7(2–7) |
| Vítězka    | 2011 | US Open     | tvrdý  | Serena Williamsová     | 6–2, 6–3      |

### Ženská čtyřhra: 9 (4–5)
| Stav       | rok  | turnaj          | povrch | spoluhráčka      | soupeřky ve finále                     | výsledek           |
| ---------- | ---- | --------------- | ------ | ---------------- | -------------------------------------- | ------------------ |
| Vítězka    | 2005 | US Open         | tvrdý  | Lisa Raymondová  | Jelena Dementěvová Flavia Pennettaová  | 6–2, 5–7, 6–3      |
| Finalistka | 2006 | Australian Open | tvrdý  | Lisa Raymondová  | Jen C’ Čeng Ťie                        | 2–6, 7–6(9–7), 6–3 |
| Vítězka    | 2006 | French Open     | antuka | Lisa Raymondová  | Daniela Hantuchová Ai Sugijamová       | 6–3, 6–2           |
| Finalistka | 2008 | Wimbledon       | tráva  | Lisa Raymondová  | Serena Williamsová Venus Williamsová   | 2–6, 2–6           |
| Finalistka | 2008 | US Open         | tvrdý  | Lisa Raymondová  | Cara Blacková Liezel Huberová          | 6–3, 7–6(8–6)      |
| Finalistka | 2009 | Wimbledon       | tráva  | Rennae Stubbsová | Serena Williamsová Venus Williamsová   | 7–6(7–4), 6–4      |
| Finalistka | 2011 | Wimbledon       | tráva  | Sabine Lisická   | Květa Peschkeová Katarina Srebotniková | 3–6, 1–6           |
| Vítězka    | 2019 | Australian Open | tvrdý  | Čang Šuaj        | Tímea Babosová Kristina Mladenovicová  | 6–3, 6–4           |
| Vítězka    | 2021 | US Open (2)     | tvrdý  | Čang Šuaj        | Coco Gauffová Caty McNallyová          | 6–3, 3–6, 6–3      |

### Smíšená čtyřhra: 5 (3–2)
| Stav       | rok  | turnaj          | povrch | spoluhráč      | soupeři ve finále                | výsledek         |
| ---------- | ---- | --------------- | ------ | -------------- | -------------------------------- | ---------------- |
| Vítězka    | 2005 | Australian Open | tvrdý  | Scott Draper   | Liezel Huberová Kevin Ullyett    | 6–2, 2–6, 7–6(6) |
| Vítězka    | 2008 | Wimbledon       | tráva  | Bob Bryan      | Katarina Srebotniková Mike Bryan | 7–5, 6–4         |
| Vítězka    | 2014 | Wimbledon (2)   | tráva  | Nenad Zimonjić | Max Mirnyj Čan Chao-čching       | 6–4, 6–2         |
| Finalistka | 2021 | Australian Open | tvrdý  | Matthew Ebden  | Barbora Krejčíková Rajeev Ram    | 1–6, 4–6         |
| Finalistka | 2022 | Wimbledon       | tráva  | Matthew Ebden  | Neal Skupski Desirae Krawczyková | 4–6, 3–6         |

## Finále na okruhu WTA Tour
| Legenda                                                           |
| ----------------------------------------------------------------- |
| D – dvouhra; Č – čtyřhra                                          |
| Grand Slam (1–1 D; 4–5 Č)                                         |
| Turnaj mistryň (2–0 Č)                                            |
| Tier I / Premier Mandatory & Premier 5 / WTA 1000 (0–3 D; 10–5 Č) |
| Tier II / Premier / WTA 500 (2–5 D; 9–3 Č)                        |
| Tier III, IV & V / International / WTA 250 (6–6 D; 3–2 Č)         |

### Dvouhra: 25 (9–16)
| Stav       | Č.  | Datum             | Turnaj                           | Povrch     | Soupeřka ve finále     | Výsledek           |
| ---------- | --- | ----------------- | -------------------------------- | ---------- | ---------------------- | ------------------ |
| Finalistka | 1.  | 8. ledna 2005     | Brisbane, Austrálie              | tvrdý      | Patty Schnyderová      | 6–1, 3–6, 5–7      |
| Finalistka | 2.  | 15. ledna 2005    | Sydney, Austrálie                | tvrdý      | Alicia Moliková        | 7–6(7–5), 4–6, 5–7 |
| Finalistka | 3.  | 4. května 2006    | Praha, Česko                     | antuka     | Šachar Pe'erová        | 6–4, 2–6, 1–6      |
| Finalistka | 4.  | 28. září 2008     | Soul, Jižní Korea                | tvrdý      | Maria Kirilenková      | 6–2, 1–6, 4–6      |
| Finalistka | 5.  | 9. srpna 2009     | Los Angeles, Spojené státy       | tvrdý      | Flavia Pennettaová     | 4–6, 3–6           |
| Vítězka    | 1.  | 18. října 2009    | Ósaka, Japonsko                  | tvrdý      | Francesca Schiavoneová | 7–5, 6–1           |
| Vítězka    | 2.  | 18. dubna 2010    | Charleston, Spojené státy        | antuka (z) | Věra Zvonarevová       | 6–0, 6–3           |
| Finalistka | 6.  | 2. května 2010    | Stuttgart, Německo               | antuka (h) | Justine Heninová       | 4–6, 6–2, 1–6      |
| Finalistka | 7.  | 5. června 2010    | French Open, Paříž, Francie      | antuka     | Francesca Schiavoneová | 4–6, 6–7(2–7)      |
| Finalistka | 8.  | 15. května 2011   | Řím, Itálie                      | antuka     | Maria Šarapovová       | 2–6, 4–6           |
| Finalistka | 9.  | 14. srpna 2011    | Toronto, Kanada                  | tvrdý      | Serena Williamsová     | 4–6, 2–6           |
| Vítězka    | 3.  | 11. září 2011     | US Open, New York, Spojené státy | tvrdý      | Serena Williamsová     | 6–2, 6–3           |
| Finalistka | 10. | 16. října 2011    | Ósaka, Japonsko                  | tvrdý      | Marion Bartoliová      | 3–6, 1–6           |
| Finalistka | 11. | 19. února 2012    | Dauhá, Katar                     | tvrdý      | Viktoria Azarenková    | 1–6, 2–6           |
| Finalistka | 12. | 21. října 2012    | Moskva, Rusko                    | tvrdý (h)  | Caroline Wozniacká     | 2–6, 6–4, 5–7      |
| Vítězka    | 4.  | 4. srpna 2013     | Carlsbad, Spojené státy          | tvrdý      | Viktoria Azarenková    | 6–2, 6–3           |
| Vítězka    | 5.  | 13. října 2013    | Ósaka, Japonsko (2)              | tvrdý      | Eugenie Bouchardová    | 3–6, 7–5, 6–2      |
| Finalistka | 13. | 20. října 2013    | Moskva, Rusko                    | tvrdý (h)  | Simona Halepová        | 6–7(1–7), 2–6      |
| Finalistka | 14. | 3. listopadu 2013 | Sofie, Bulharsko                 | tvrdý (h)  | Simona Halepová        | 6–2, 2–6, 2–6      |
| Vítězka    | 6.  | 12. října 2014    | Ósaka, Japonsko (3)              | tvrdý      | Zarina Dijasová        | 7–6(9–7), 6–3      |
| Vítězka    | 7.  | 23. května 2015   | Štrasburk, Francie               | antuka     | Kristina Mladenovicová | 3–6, 6–2, 6–3      |
| Vítězka    | 8.  | 26. července 2015 | Bad Gastein, Rakousko            | antuka     | Karin Knappová         | 3–6, 7–6(7–3), 6–2 |
| Finalistka | 15. | 30. dubna 2016    | Praha, Česko                     | antuka     | Lucie Šafářová         | 6–3, 1–6, 4–6      |
| Vítězka    | 9.  | 27. května 2017   | Štrasburk, Francie (2)           | antuka     | Darja Gavrilovová      | 5–7, 6–4, 6–3      |
| Finalistka | 16. | 21. září 2019     | Kanton, Čína                     | tvrdý      | Sofia Keninová         | 7–6(7–4), 4–6, 2–6 |

### Čtyřhra: 43 (28–15)
| Stav       | Č.  | Datum              | Turnaj                                | Povrch     | Spoluhráčka          | Soupeřky ve finále                                             | Výsledek         |
| ---------- | --- | ------------------ | ------------------------------------- | ---------- | -------------------- | -------------------------------------------------------------- | ---------------- |
| Finalistka | 1.  | 7. listopadu 2004  | Québec, Kanada                        | tvrdý      | Els Callensová       | Carly Gullicksonová María Emilia Salerni                       | 5–7, 5–7         |
| Vítězka    | 1.  | 15. ledna 2005     | Sydney, Austrálie                     | tvrdý      | Bryanne Stewartová   | Jelena Dementěvová Ai Sugijamová                               | bez boje         |
| Vítězka    | 2.  | 10. dubna 2005     | Amelia Island, Spojené státy          | antuka     | Bryanne Stewartová   | Květa Peschkeová Patty Schnyderová                             | 6–4, 6–2         |
| Vítězka    | 3.  | 27. srpna 2005     | New Haven, Spojené státy              | tvrdý      | Lisa Raymondová      | Gisela Dulková Maria Kirilenková                               | 6–2, 61–7, 6–1   |
| Vítězka    | 4.  | 10. září 2005      | US Open, New York, Spojené státy      | tvrdý      | Lisa Raymondová      | Jelena Dementěvová Flavia Pennettaová                          | 6–2, 5–7, 6–3    |
| Vítězka    | 5.  | 2. října 2005      | Lucemburk, Lucembursko                | tvrdý (h)  | Lisa Raymondová      | Cara Blacková Rennae Stubbsová                                 | 7–5, 6–1         |
| Vítězka    | 6.  | 16. října 2005     | Moskva, Rusko                         | koberec    | Lisa Raymondová      | Cara Blacková Rennae Stubbsová                                 | 6–2, 6–4         |
| Finalistka | 2.  | 6. listopadu 2005  | Filadelfie, Spojené státy             | tvrdý      | Lisa Raymondová      | Cara Blacková Rennae Stubbsová                                 | 4–6, 6–7(4–7)    |
| Vítězka    | 7.  | 13. listopadu 2005 | Los Angeles, Spojené státy            | tvrdý      | Lisa Raymondová      | Cara Blacková Rennae Stubbsová                                 | 6–7, 7–5, 6–4    |
| Finalistka | 3.  | 27. ledna 2006     | Australian Open, Melbourne, Austrálie | tvrdý      | Lisa Raymondová      | Jen C’ Čeng Ťie                                                | 6–2, 67–7, 3–6   |
| Vítězka    | 8.  | 5. února 2006      | Tokio, Japonsko                       | koberec    | Lisa Raymondová      | Cara Blacková Rennae Stubbsová                                 | 6–2, 6–1         |
| Vítězka    | 9.  | 25. února 2006     | Memphis, Spojené státy                | tvrdý      | Lisa Raymondová      | Viktoria Azarenková Caroline Wozniacká                         | 7–6, 6–3         |
| Vítězka    | 10. | 18. března 2006    | Indian Wells, Spojené státy           | tvrdý      | Lisa Raymondová      | Virginia Ruanová Pascualová Meghann Shaughnessyová             | 6–2, 7–5         |
| Vítězka    | 11. | 1. dubna 2006      | Miami, Spojené státy                  | tvrdý      | Lisa Raymondová      | Liezel Huberová Martina Navrátilová                            | 6–4, 7–5         |
| Vítězka    | 12. | 16. dubna 2006     | Charleston, Spojené státy             | antuka     | Lisa Raymondová      | Virginia Ruanová Pascualová Meghann Shaughnessyová             | 3–6, 6–1, 6–1    |
| Vítězka    | 13. | 10. června 2006    | French Open, Paříž, Francie           | antuka     | Lisa Raymondová      | Daniela Hantuchová Ai Sugijamová                               | 6–3, 6–2         |
| Finalistka | 4.  | 26. srpna 2006     | New Haven, Spojené státy              | tvrdý      | Lisa Raymondová      | Jen C’ Čeng Ťie                                                | 4–6, 2–6         |
| Vítězka    | 14. | 8. října 2006      | Stuttgart, Německo                    | tvrdý (h)  | Lisa Raymondová      | Cara Blacková Rennae Stubbsová                                 | 6–3, 6–4         |
| Vítězka    | 15. | 29. října 2006     | Linec, Rakousko                       | tvrdý      | Lisa Raymondová      | Corina Morariuová Katarina Srebotniková                        | 6–3, 6–0         |
| Vítězka    | 16. | 5. listopadu 2006  | Husselt, Belgie                       | tvrdý      | Lisa Raymondová      | Eleni Daniilidou Jasmin Wöhrová                                | 6–2, 6–3         |
| Vítězka    | 17. | 12. listopadu 2006 | Madrid, Španělsko                     | tvrdý      | Lisa Raymondová      | Cara Blacková Rennae Stubbsová                                 | 3–6, 6–3, 6–3    |
| Vítězka    | 18. | 4. února 2007      | Tokio, Japonsko                       | tvrdý      | Lisa Raymondová      | Vania Kingová Rennae Stubbsová                                 | 7–66, 3–6, 7–5   |
| Vítězka    | 19. | 17. března 2007    | Indian Wells, Spojené státy           | tvrdý      | Lisa Raymondová      | Čan Jung-žan Čuang Ťia-žung                                    | 6–3, 7–5         |
| Vítězka    | 20. | 3. dubna 2007      | Miami, Spojené státy                  | tvrdý      | Lisa Raymondová      | Cara Blacková Liezel Huberová                                  | 6–4, 3–6, [10–2] |
| Vítězka    | 21. | 7. května 2007     | Berlín, Německo                       | antuka     | Lisa Raymondová      | Tathiana Garbinová Roberta Vinciová                            | 6–3, 6–4         |
| Vítězka    | 22. | 23. června 2007    | Eastbourne, Velká Británie            | tráva      | Lisa Raymondová      | Květa Peschkeová Rennae Stubbsová                              | 65–7, 6–4, 6–3   |
| Finalistka | 5.  | 5. července 2008   | Wimbledon, Londýn, Velká Británie     | tráva      | Lisa Raymondová      | Serena Williamsová Venus Williamsová                           | 2–6, 2–6         |
| Finalistka | 6.  | 7. září 2008       | US Open, New York, Spojené státy      | tvrdý      | Lisa Raymondová      | Cara Blacková Liezel Huberová                                  | 3–6, 6–7(6–8)    |
| Finalistka | 7.  | 21. září 2008      | Tokio, Japonsko                       | tvrdý      | Lisa Raymondová      | Vania Kingová Naděžda Petrovová                                | 1–6, 4–6         |
| Finalistka | 8.  | 20. června 2009    | Eastbourne, Velká Británie            | tráva      | Rennae Stubbsová     | Ai Sugijamová Akgul Amanmuradovová                             | 4–6, 3–6         |
| Finalistka | 9.  | 4. července 2009   | Wimbledon, Londýn, Velká Británie     | tráva      | Rennae Stubbsová     | Serena Williamsová Venus Williamsová                           | 6–7(4–7), 4–6    |
| Finalistka | 10. | 23. srpna 2009     | Toronto, Kanada                       | tvrdý      | Rennae Stubbsová     | Nuria Llagosteraová Vivesová María José Martínezová Sánchezová | 6–2, 5–7, [9–11] |
| Finalistka | 11. | 20. března 2010    | Indian Wells, Spojené státy           | tvrdý      | Naděžda Petrovová    | Květa Peschkeová Katarina Srebotniková                         | 6–4, 2–6, [5–10] |
| Finalistka | 12. | 4. dubna 2010      | Miami, Spojené státy                  | tvrdý      | Naděžda Petrovová    | Gisela Dulková Flavia Pennettaová                              | 3–6, 6–4, [7–10] |
| Vítězka    | 23. | 24. dubna 2011     | Stuttgart, Německo                    | antuka (h) | Sabine Lisická       | Kristina Barroisová Jasmin Wöhrová                             | 6–1, 7–6(7–5)    |
| Finalistka | 13. | 2. července 2011   | Wimbledon, Londýn, Velká Británie     | tráva      | Sabine Lisická       | Květa Peschkeová Katarina Srebotniková                         | 3–6, 1–6         |
| Finalistka | 14. | 13. října 2013     | Ósaka, Japonsko                       | tvrdý      | Čang Šuaj            | Kristina Mladenovicová Flavia Pennettaová                      | 4–6, 3–6         |
| Vítězka    | 24. | 20. října 2013     | Moskva, Rusko                         | tvrdý (h)  | Světlana Kuzněcovová | Alla Kudrjavcevová Anastasia Rodionovová                       | 6–1, 1–6, [10–8] |
| Vítězka    | 25. | 14. října 2018     | Hongkong, Čína                        | tvrdý      | Čang Šuaj            | Lidzija Marozavová Šúko Aojamová                               | 6–4, 6–4         |
| Vítězka    | 26. | 25. ledna 2019     | Australian Open, Melbourne, Austrálie | tvrdý      | Čang Šuaj            | Tímea Babosová Kristina Mladenovicová                          | 6–3, 6–4         |
| Finalistka | 15. | 5. května 2019     | Miami, Spojené státy                  | tvrdý      | Čang Šuaj            | Elise Mertensová Aryna Sabalenková                             | 6–7(5–7), 2–6    |
| Vítězka    | 27. | 21. srpna 2021     | Cincinnati, Spojené státy             | tvrdý      | Čang Šuaj            | Gabriela Dabrowská Luisa Stefaniová                            | 7–5, 6–3         |
| Vítězka    | 28. | 12. září 2021      | US Open, New York, Spojené státy (2)  | tvrdý      | Čang Šuaj            | Coco Gauffová Caty McNallyová                                  | 6–3, 3–6, 6–3    |

## Finále soutěží družstev: 2 (0–2)
| Výsledek   | č. | datum a místo konání                                                                              | spoluhráčky                                                            | soupeřky                                                                                      | skóre |
| ---------- | -- | ------------------------------------------------------------------------------------------------- | ---------------------------------------------------------------------- | --------------------------------------------------------------------------------------------- | ----- |
| Finalistka | 1. | Fed Cup 2019 9.–10. listopadu 2019 Perth, Austrálie tvrdý, RAC Arena                              | Ashleigh Bartyová Ajla Tomljanovićová Astra Sharmaová Priscilla Honová | Francie                                                                                       | 2–3   |
| Finalistka | 1. | Fed Cup 2019 9.–10. listopadu 2019 Perth, Austrálie tvrdý, RAC Arena                              | Ashleigh Bartyová Ajla Tomljanovićová Astra Sharmaová Priscilla Honová | Kristina Mladenovicová Caroline Garciaová Alizé Cornetová Fiona Ferrová Pauline Parmentierová | 2–3   |
| Finalistka | 2. | Billie Jean King Cup 2022 13. listopadu 2022 Glasgow, Velká Británie tvrdý (hala), Emirates Arena | Ajla Tomljanovićová Priscilla Honová Storm Sandersová Ellen Perezová   | Švýcarsko                                                                                     | 0-2   |
| Finalistka | 2. | Billie Jean King Cup 2022 13. listopadu 2022 Glasgow, Velká Británie tvrdý (hala), Emirates Arena | Ajla Tomljanovićová Priscilla Honová Storm Sandersová Ellen Perezová   | Belinda Bencicová Jil Teichmannová Viktorija Golubicová Simona Waltertová                     | 0-2   |

## Chronologie výsledků na Grand Slamu

### Dvouhra
| Turnaj          | 2002    | 2003    | 2004    | 2005    | 2006    | 2007    | 2008    | 2009    | 2010    | 2011    | 2012    | 2013    | 2014    | 2015    | 2016    | 2017    | 2018    | 2019    | 2020    | 2021    | 2022    | SR     | V–P   |
| --------------- | ------- | ------- | ------- | ------- | ------- | ------- | ------- | ------- | ------- | ------- | ------- | ------- | ------- | ------- | ------- | ------- | ------- | ------- | ------- | ------- | ------- | ------ | ----- |
| Australian Open | 1. kolo | 3. kolo | 2. kolo | 1. kolo | 4. kolo | 2. kolo | A       | 3. kolo | 4. kolo | 3. kolo | 1. kolo | 2. kolo | 3. kolo | 2. kolo | 1. kolo | 1. kolo | 1. kolo | 1. kolo | 1. kolo | 2. kolo | 2. kolo | 0 / 20 | 20–20 |
| French Open     | A       | A       | 1. kolo | 2. kolo | 1. kolo | 3. kolo | 2. kolo | SF      | F       | 3. kolo | SF      | 3. kolo | 4. kolo | 3. kolo | SF      | 4. kolo | 3. kolo | 2. kolo | A       | A       | A       | 0 / 16 | 40–16 |
| Wimbledon       | A       | 1. kolo | 1. kolo | 1. kolo | 2. kolo | 2. kolo | 2. kolo | 3. kolo | 1. kolo | 1. kolo | 2. kolo | 3. kolo | 1. kolo | 3. kolo | 2. kolo | A       | 2. kolo | 1. kolo | NH      | 1. kolo | A       | 0 / 17 | 12–17 |
| US Open         | A       | A       | 2. kolo | 1. kolo | 1. kolo | 1. kolo | 1. kolo | 2. kolo | ČF      | Vítěz   | ČF      | 1. kolo | 2. kolo | 4. kolo | 2. kolo | A       | 1. kolo | 1. kolo | A       | 1. kolo | A       | 1 / 16 | 22–15 |
| výhry–prohry    | 0–1     | 2–2     | 2–4     | 1–4     | 4–4     | 4–4     | 2–3     | 10–4    | 13–4    | 11–3    | 10–4    | 5–4     | 6–4     | 8–4     | 7–4     | 3–2     | 3–4     | 1–4     | 0–1     | 1–3     | 1–1     | 1 / 69 | 94–68 |

### Čtyřhra
| Turnaj          | 2002    | 2003    | 2004    | 2005    | 2006    | 2007    | 2008    | 2009    | 2010    | 2011    | 2012    | 2013    | 2014    | 2015    | 2016    | 2017    | 2018    | 2019    | 2020    | 2021    | 2022    | 2023    | SR     | V–P    |
| --------------- | ------- | ------- | ------- | ------- | ------- | ------- | ------- | ------- | ------- | ------- | ------- | ------- | ------- | ------- | ------- | ------- | ------- | ------- | ------- | ------- | ------- | ------- | ------ | ------ |
| Australian Open | 1. kolo | 1. kolo | 2. kolo | 2. kolo | F       | SF      | A       | 2. kolo | 1. kolo | A       | A       | 2. kolo | 2. kolo | 3. kolo | 2. kolo | 2. kolo | A       | Vítěz   | 1. kolo | 1. kolo | 2. kolo | 1. kolo | 1 / 18 | 26–17  |
| French Open     | A       | A       | 3. kolo | 3. kolo | Vítěz   | SF      | 3. kolo | 3. kolo | 3. kolo | A       | 1. kolo | 3. kolo | 1. kolo | 3. kolo | 1. kolo | 1. kolo | 2. kolo | ČF      | A       | A       | 3. kolo | A       | 1 / 16 | 30–15  |
| Wimbledon       | A       | 2. kolo | 2. kolo | SF      | 3. kolo | SF      | F       | F       | 3. kolo | F       | 2. kolo | 1. kolo | 3. kolo | 2. kolo | A       | A       | 1. kolo | 2. kolo | NH      | 1. kolo | 1. kolo | A       | 0 / 17 | 34–17  |
| US Open         | A       | 2. kolo | 3. kolo | Vítěz   | SF      | 3. kolo | F       | SF      | A       | 1. kolo | A       | 2. kolo | A       | 1. kolo | 2. kolo | A       | SF      | 1. kolo | A       | Vítěz   | 1. kolo | A       | 2 / 15 | 36–13  |
| výhry–prohry    | 0–1     | 2–3     | 6–4     | 13–3    | 17–3    | 14–4    | 12–3    | 13–4    | 4–3     | 5–2     | 1–2     | 4–4     | 3–3     | 5–4     | 2–3     | 1–2     | 5–3     | 10–3    | 0–1     | 6–2     | 3–4     | 0–1     | 4 / 66 | 126–62 |

| Legenda | Legenda                                   | Legenda | Legenda                     |
| ------- | ----------------------------------------- | ------- | --------------------------- |
| SR      | poměr vyhraných turnajů ku všem odehraným | W–L V–P | výhry–prohry                |
| NH      | daný rok se turnaj nekonal                | A       | turnaje se hráč nezúčastnil |
| 1Q / LQ | prohra v (kole) kvalifikace               | 1k / 1R | prohra v daném kole turnaje |
| QF / ČF | prohra ve čtvrtfinále                     | SF      | prohra v semifinále         |
| F       | prohra ve finále                          | Vítěz   | vítězství v turnaji         |

## Postavení na konečném žebříčku WTA

### Dvouhra
| Rok    | 2000 | 2001   | 2002   | 2003   | 2004  | 2005  | 2006  | 2007  | 2008  | 2009  | 2010 | 2011 | 2012 | 2003  | 2014  | 2015  | 2016  | 2017  | 2018  | 2019  | 2020   | 2021   | 2022   | 2023 |
| Pořadí | 682. | ▲ 276. | ▲ 265. | ▲ 153. | ▲ 65. | ▲ 46. | ▲ 29. | ▼ 47. | ▼ 52. | ▲ 13. | ▲ 6. | ▬ 6. | ▼ 9. | ▼ 18. | ▼ 23. | ▼ 27. | ▲ 21. | ▼ 41. | ▼ 72. | ▼ 96. | ▲ 112. | ▼ 378. | ▼ 539. | —    |

### Čtyřhra
| Rok    | 2001 | 2002   | 2003   | 2004  | 2005 | 2006 | 2007 | 2008  | 2009 | 2010  | 2011  | 2012   | 2003  | 2014  | 2015  | 2016   | 2017  | 2018  | 2019  | 2020  | 2021  | 2022   | 2023 |
| Pořadí | 291. | ▲ 131. | ▼ 141. | ▲ 53. | ▲ 2. | ▲ 1. | ▼ 5. | ▼ 14. | ▲ 7. | ▼ 35. | ▲ 33. | ▼ 109. | ▲ 47. | ▼ 67. | ▲ 62. | ▼ 124. | ▲ 98. | ▲ 69. | ▲ 12. | ▼ 31. | ▲ 16. | ▼ 113. | —    |